# Galeria Jo Design

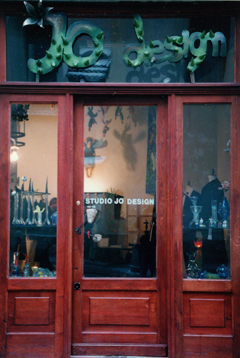
Studio Jo Design

Galeria Jo Design – galeria sztuki, działająca w Krakowie w latach 1992–1996. Mieściła się w Zaułku św. Tomasza. Odwiedzali ją liczni artyści: plastycy, aktorzy, pisarze, dziennikarze polscy i zagraniczni, lubujący się w obcowaniu z surrealistyczną przestrzenią. Prezentowano projekty autorstwa Andrzeja Głowackiego: szkła, meble, lampy. Klientów przyciągał zarówno charakter wzornictwa wyraźnie zmierzającego ku odrealnieniu i fantazji, jak i ciekawa filozofia projektowa twórcy, balansującego na granicy humoru i powagi. Projekty nosiły niecodzienne nazwy, np. fotel Łopuncja, lampa Chochlik, szafka Kociłapci, serie szkieł: Gnomy, Gracje.